# Schambyl Schabajuly

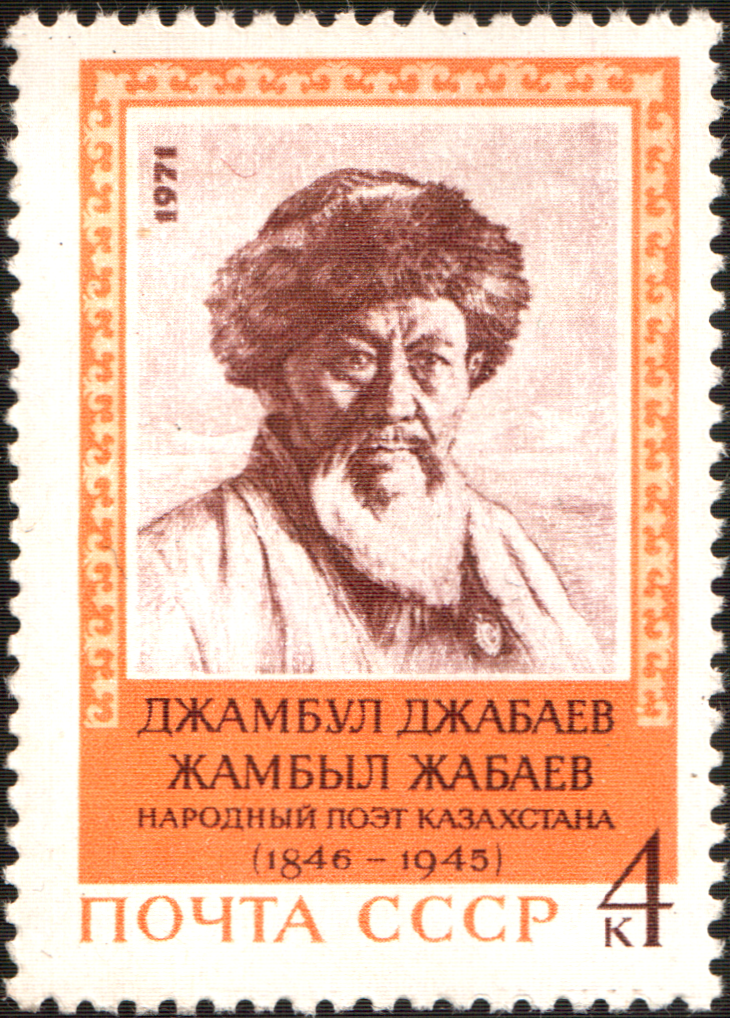
Schambyl Schabajew (Post der UdSSR 1971, nach einer Zeichnung von A. N. Jar-Krawtschenko)

Schambyl Schabajuly (kasachisch Жамбыл Жабайұлы; russisch Жамбыл Жабаев Schambyl Schabajew; * 16. Februarjul. / 28. Februar 1846greg. in Schambyl; † 22. Juni 1945 in Alma-Ata) war ein kasachisch-sowjetischer Dichter und Akyn.

## Leben
Schambyls Vater Schabai Istybajew (1812–1899), ein armer, aber angesehener Nomade aus dem Stamm der Schapraschty der Großen Horde, nannte seinen dritten Sohn nach dem Berg Schambyl. Am 23. Junijul. / 5. Juli 1846greg. trat die Große Horde in das Russische Kaiserreich ein. Schon als Kind begann Schambyl, Dombra zu spielen. Schambyls Onkel war ein bekannter Dombrist.
Im Alter von 14 Jahren verließ Schymbyl die Familie und wurde Akyn. Er sang Lieder mit Dombra-Begleitung im Rezitativ ausschließlich auf Kasachisch. Die Kunst des Improvisierens lernte er bei dem Akyn Sujinbai Aronuly. In der Zeit der Jahrhundertwende nahm er wiederholt an Aityschs (Wettbewerben) prominenter Akyns teil, die er gewann. 1916 wurde er wegen Unterstützung eines Volksaufstands verhaftet.

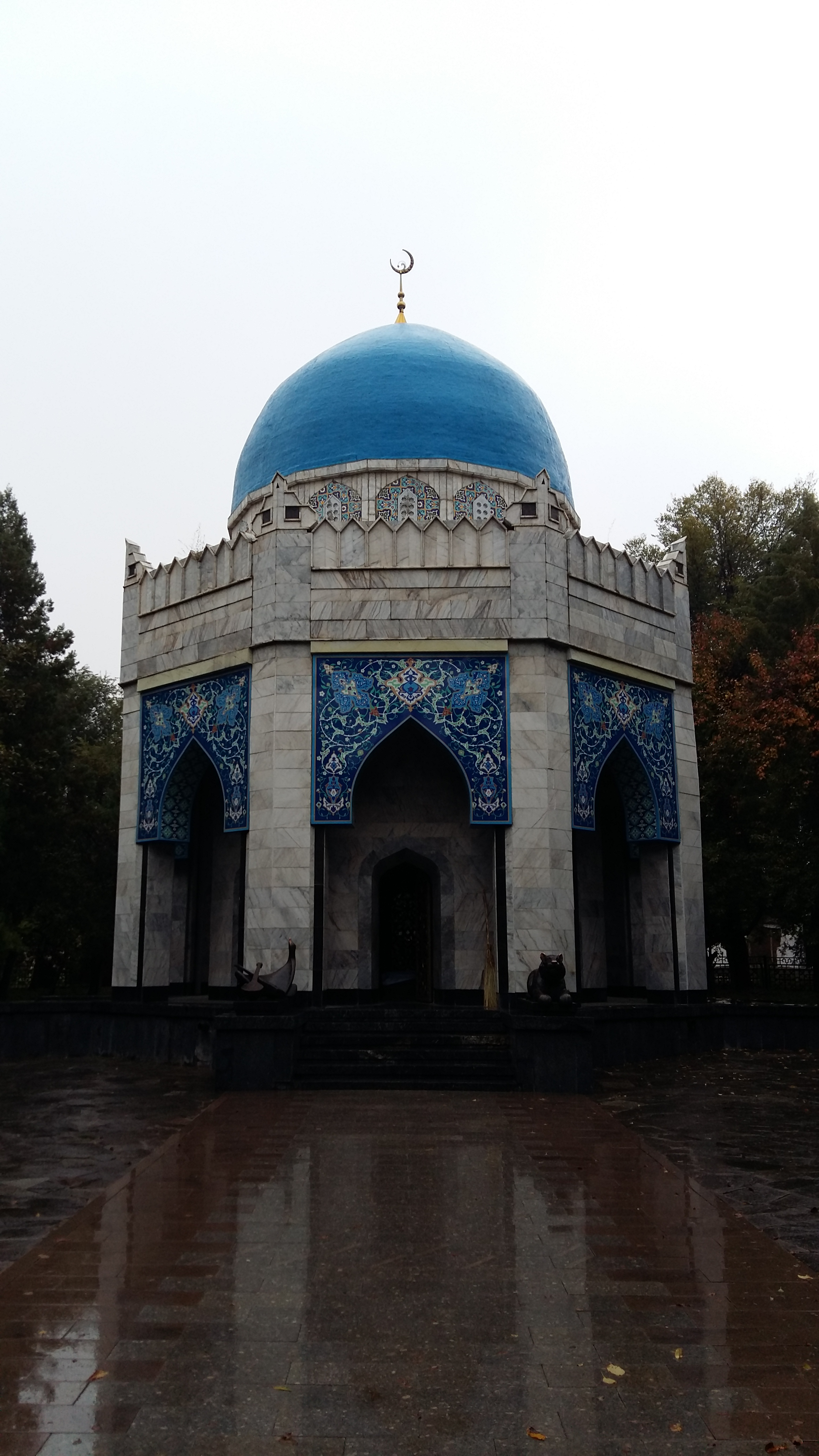
Schambyl-Mausoleum

Nach der Oktoberrevolution besang Schambyl den neuen Staat und dessen führende Personen im Stil der alten kasachischen Heldenepen.
Es wird vermutet, dass die Texte dieser neuen Lieder von russischen Dichtern geschrieben wurden, die als Übersetzer registriert waren. Entsprechende Bemerkungen finden sich in den umstrittenen Memoiren Dmitri Dmitrijewitsch Schostakowitschs. Andrei Ignatjewitsch Aldan-Semjonow behauptete, dass er Schambyl aufgebaut und Liedtexte für ihn geschrieben habe, nachdem ihn die KPdSU beauftragt hatte, einen armen kinderreichen Akyn zu finden. Nach seiner Verhaftung seien weitere Übersetzer tätig gewesen, darunter Mark Arijewitsch Tarlowski, wie Jewgeni Wladimirowitsch Witkowski feststellte. Nach Informationen des kasachischen Journalisten Jerbol Kurmanbajew stellte der Dichter Äbdilda Täschibajew entsprechend einem Auftrag des Ersten Sekretärs des Zentralkomitees der Kommunistischen Partei Kasachstans Lewon Issajewitsch Mirsojan als Pendant zum dagestanischen Dichter Suleiman Stalski den kasachischen Akyn Schambyl vor. Täschibajew war Schambyls Erster Literatursekretär neben einer Gruppe weiterer Literatursekretäre, die kasachische Liedtexte lieferten. Nachfolger Täschibajews war Kalmakan Abdukadyrow. 1938–1942 schrieb Tair Scharakow Gedichte für Schambyl und danach Gali Ormanow.

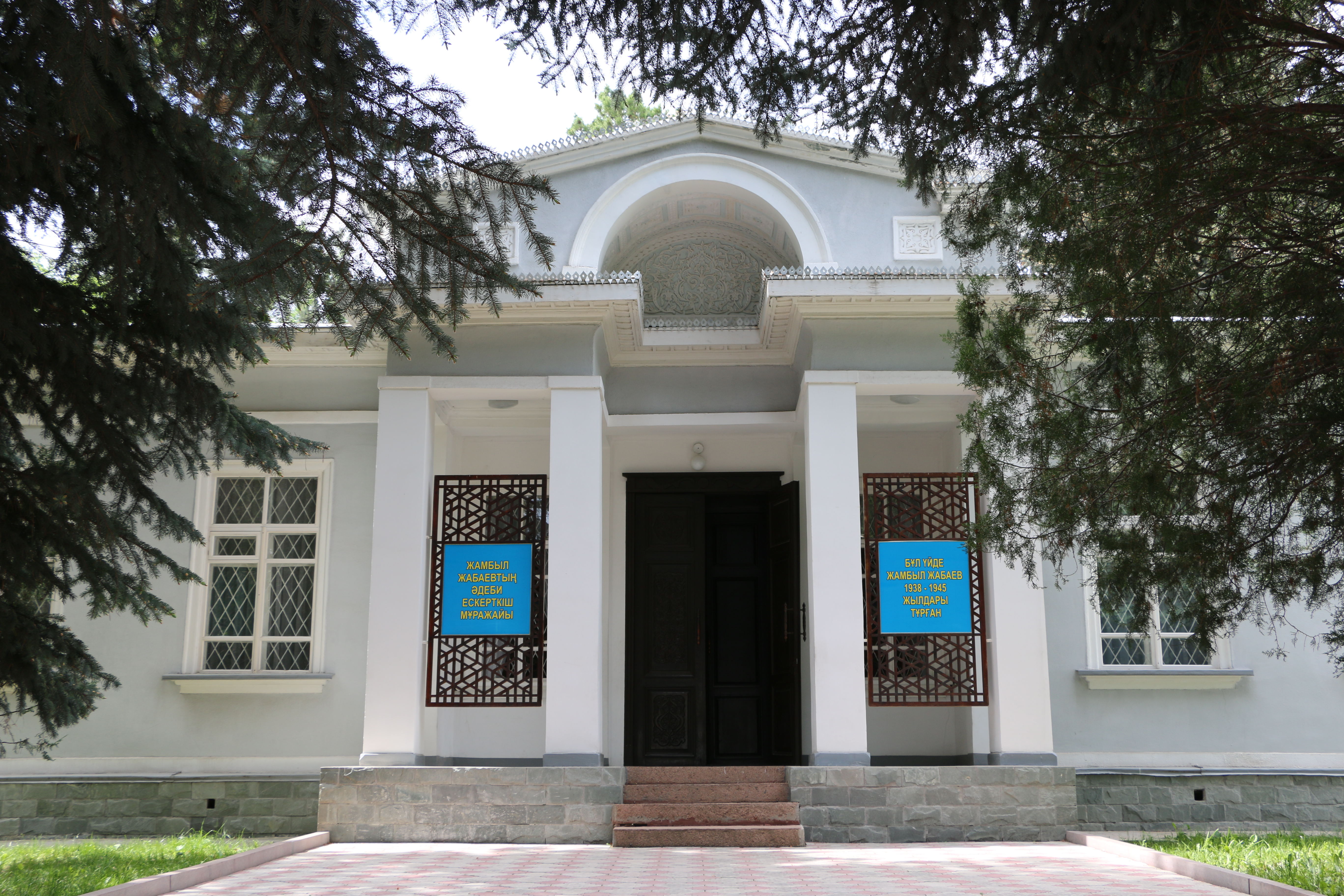
Schambyl-Museum

1938 wurde Schambyl Abgeordneter im Obersten Sowjet der Kasachischen SSR. Zu Beginn des Deutsch-Sowjetischen Kriegs ging Schambyls Sohn Algadai Dschambulow (1900–1943) an die Front und fiel am 22. Februar 1943 bei der Befreiung Synelnykowes.
Schambyl wurde in dem nach ihm benannten Aul Schambyl (60 km von Alma-Ata entfernt) begraben. Das Haus in diesem Aul, in dem er seit 1938 gelebt hatte, wurde ein Museum. 1998 wurde dort der Komponist Nugrissa Atabaiuly Tilendijew gemäß seinem Wunsch neben Schambyl begraben.
Auf dem dritten kasachischen Schriftstellerkongress 1954 wies der Erste Sekretär des Zentralkomitees der Kommunistischen Partei Kasachstans Panteleimon Kondratjewitsch Ponomarenko alle Gerüchte über die Autorschaft Schambyls zurück. Schymbyl-Denkmäler stehen in Alma-Ata, Jessik, Kiew, Taras (1936–1938 Mirsojan, 1938–1993 Dschambul, 1993–1997 Schambyl) und seit 2002 in St. Petersburg als Geschenk Kasachstans zum 300. Geburtstag St. Petersburgs. Ein 12 m hohes Denkmal befindet sich in der neuen kasachischen Hauptstadt Astana.

## Ehrungen
- Orden des Roten Banners der Arbeit (1936)
- Leninorden (1938)[2]
- Ehrenzeichen der Sowjetunion (1939)
- Stalinpreis II. Klasse (1941)
- Medaille „Für heldenmütige Arbeit im Großen Vaterländischen Krieg 1941–1945“